# شهرداد روحاني
شهرداد روحاني (شهرداد روحانی) هو عازف بيانو وعازف كمان وقائد فرقة موسيقية وملحن إيراني.

## مسيرته

### الموسيقية
يقوم شهرداد روحاني بتلحين الموسيقى ذات النمط المعاصر وهو معروف أيضا بتلحين وقيادة فرق الموسيقى الكلاسيكية. يلحن روحاني موسيقى البوب والمقاطع الموسيقية الخاصة بالأفلام. ومن أبرز المشاريع التي أدارها وقادها هو ياني لايف آت الأكروبوليس وهو حفل موسيقي في الهواء الطلق مع أوركسترا فيلهارمونيك الملكية البلندنية في بارثينون بأثينا، اليونان. وكان هذا الحفل مشهودا له من قبل النقاد والجمهور على حد سواء، وأصبح البرنامج الأكثر مشاهدة على نطاق واسع وفي أي وقت مضى على التلفزيون العام في الولايات المتحدة وثاني أفضل فيديو كليب مبيعا في كل العصور.

### الدراسية
تعلم شهرداد في مدارس مرموقة منذ الطفولة وأصبح مايسترو شهيرا، فاز بجوائز عدة في مختلف البلدان ويؤلف أنماط موسيقية متنوعة. درس في أكاديميات ومعاهد الموسيقى في فيينا بالنمسا وحصل على منح دراسية هامة وعديدة إضافة إلى جوائز في كل من أوروبا والولايات المتحدة.

### المهنية
عمل روحاني كمدير وكقائد لأوركسترا سمفونية كوتا في لوس أنجلس، وظهر كضيف قائد رفقة عدد من فرق الأوركسترا المرموقة مثل:
- أوركسترا فيلهارمونيك الملكية
- أوركسترا مينيسوتا
- أوركسترا سيمفونية كولورادو
- أوركسترا سمفونية سان دييغو
- أوركسترا سيمفونية إنديانابوليس
- أوركسترا سيمفونية نيو جيرسي

وغيرها من الفرق الموسيقية الأخرى.
تم تكليف روحاني في ديسمبر 1998 من قبل حكومة تايلند ولجنة الألعاب الأولمبية الآسيوية الثالثة عشرة بتأليف الموسيقى وقيادة الفرقة الموسيقية لحفل الافتتاح. وأصبحت هذه الموسيقى تتميز بشعبية واسعة النطاق أثناء دورة الألعاب الآسيوية. وقام أيضا بتأليف عدة مقاطع موسيقية كلاسيكية مع عدة فرق موسيقية أخرى.
تحصل عام 1999 على جائزة بيكانيس التايلاندية، وهي جائزة تُعطى لأحسن عمل موسيقي من حيث الأداء، وهي أعلى إنجاز فني.

## تعليمه
- عندما كان طفلا، درس لدى إبراهيم روهيفار وهو عازف كمان فارسي معروفة.
- درس في الأكاديمية الوطنية للموسيقى بطهران عند سن العاشرة.
- درس عام 1975 التلحين وقيادة الفرق الموسيقية في أكاديمية الموسيقى بفيينا.

## روابط خارجية
- شهرداد روحاني على موقع IMDb (الإنجليزية)
- شهرداد روحاني على موقع ميوزك برينز (الإنجليزية)
- شهرداد روحاني على موقع أول ميوزيك (الإنجليزية)
- شهرداد روحاني على موقع ديسكوغز (الإنجليزية)
- شهرداد روحاني على موقع قاعدة بيانات الفيلم (الإنجليزية)